# Mycodrosophila argentifrons
Mycodrosophila argentifrons är en tvåvingeart som beskrevs av Malloch 1927. Mycodrosophila argentifrons ingår i släktet Mycodrosophila och familjen daggflugor. Inga underarter finns listade i Catalogue of Life.